# ميغيل راموس
ميغيل راموس هو سائق سباق برتغالي، ولد في 26 سبتمبر 1971 في بورتو في البرتغال.

## وصلات خارجية
- ميغيل راموس على موقع DriverDB.com (الإنجليزية)